# Slovenština

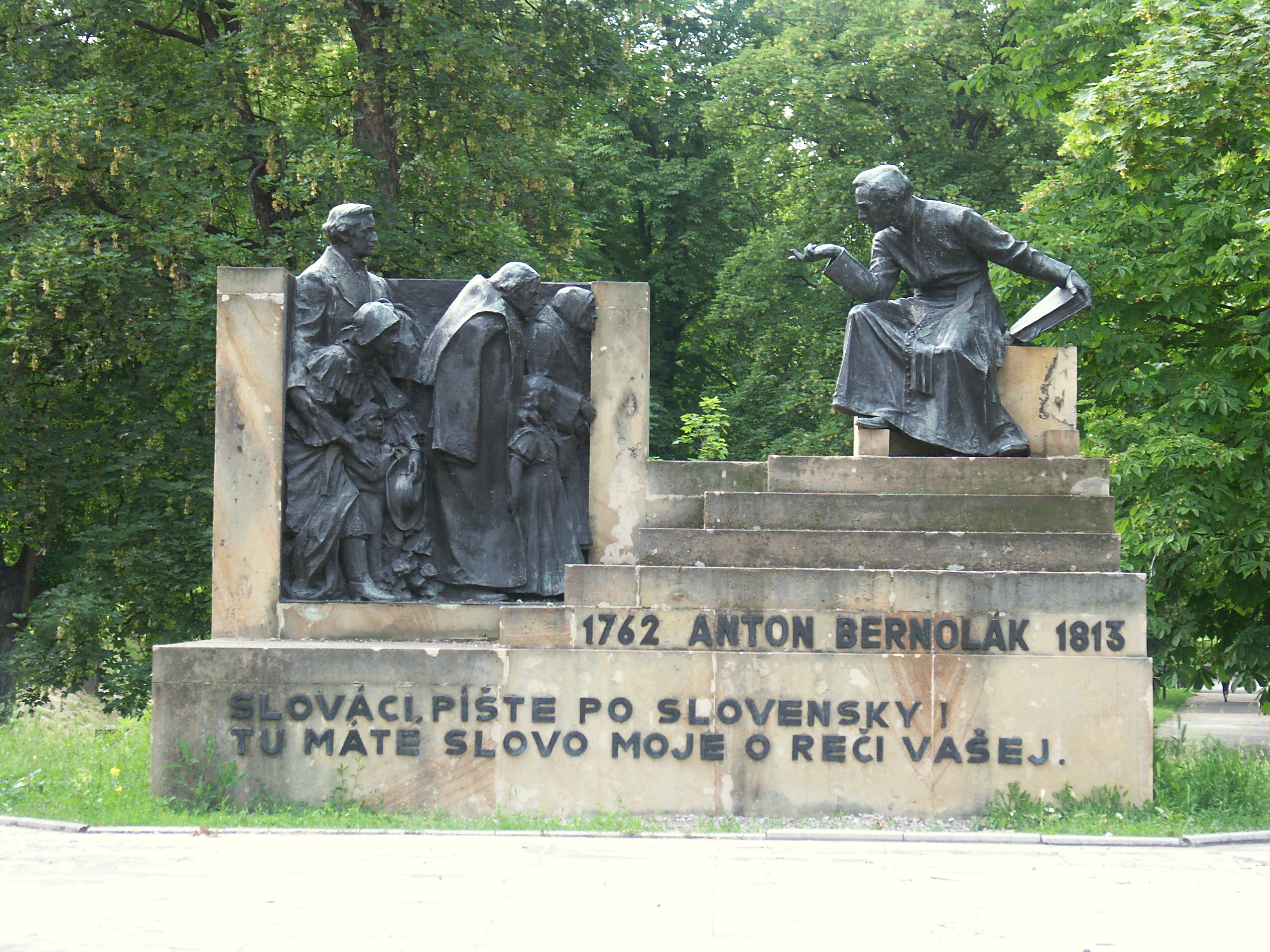
Pomník slovenského kněze, spisovatele a také jednoho z prvních kodifikátorů slovenštiny Antona Bernoláka v Trnavě

Slovenština (slovenčina – slovenský jazyk) je západoslovanský jazyk, nejbližší češtině z důvodu historické příbuznosti i vzájemného ovlivňování zejména v dobách společného Československa, ve kterém existoval pasivní bilingvismus a v jeho počátcích se dokonce mluvilo o dvou podobách jednoho československého jazyka. Největší rozdíly mezi slovenštinou a češtinou jsou ve slovní zásobě.[zdroj⁠?!] Slovenština má jednodušší (pravidelnější) pravopis i gramatiku než čeština; například se nerozlišují rody u tvarů sloves minulého času množného čísla (ženy, muži, dievčatá boli) a přechodníků.

## Oficiální status
Slovenština je státním jazykem na Slovensku a jedním z úředních jazyků Evropské unie. Státním jazykem Slovenska je podle ústavy. Od roku 1995 platí na Slovensku zákon o státním jazyce, který staví slovenštinu nad ostatní jazyky, jimiž se v zemi hovoří, aniž by tím byla dotčena práva národnostních menšin. Zákon chrání slovenský jazyk a zajišťuje občanům právo domluvit se tímto jazykem a osvojit si jej slovem i písmem. Upravuje používání slovenštiny v úředním styku, ve školství, ve sdělovacích prostředcích a tisku, při poskytování informací spotřebitelům a v dalších oblastech života. Řeší rovněž závaznost kodifikované podoby spisovné slovenštiny. Podle tohoto zákona musejí být dvojjazyčné nápisy na prvním místě ve slovenském jazyce. Nápis v cizím jazyce nesmí být větším písmem než nápis ve slovenštině.

### Kodifikace
Kodifikovanou formu spisovné slovenštiny podle zákona o státním jazyce vytvářejí jazykoví odborníci (slovakisté). V praxi jde o vědce z Jazykovědného ústavu Ľudovíta Štúra Slovenské akademie věd. Kodifikační příručky schvaluje ministerstvo kultury a formou opatření je vyhlašuje a uveřejňuje na svých internetových stránkách. Závaznými kodifikačními normami jsou Pravidla slovenské výslovnosti, Pravidla slovenského pravopisu, Krátký slovník slovenského jazyka a Morfologie slovenského jazyka. Kodifikovaná forma je závazná pro používání v různých oblastech života. Závaznost používání spisovné slovenštiny vyplývá jak ze zákona o státním jazyce, tak i z dalších zákonů (např. v oblasti reklamy, při označování potravin a dalších výrobků, při prodeji spotřebitelům a podobně).

### Postavení slovenštiny v Česku
V souvislosti s přetrvávající širokou srozumitelností slovenštiny umožňuje český právní řád užívat slovenštinu, na rozdíl od jiných menšinových jazyků, bez překladatele či tlumočníka v řadě právních a úředních úkonů. Týká se to mnoha aspektů společenského života na celém území státu. Například Správní řád (zákon č. 500/2004 Sb.) stanovuje: „V řízení se jedná a písemnosti se vyhotovují v českém jazyce. Účastníci řízení mohou jednat a písemnosti mohou být předkládány i v jazyce slovenském“ (§ 16, odstavec 1). Zákon o správě daní a poplatků (337/1992 Sb.) „Úřední jazyk: Před správcem daně se jedná v jazyce českém nebo slovenském. Veškerá písemná podání se předkládají v češtině nebo slovenštině…“ (§ 3, odstavec 1). Zákon o správě daní a poplatků byl ke dni 1. lednu 2011 zrušen a nahrazen daňovým řádem (zákon č. 280/2009 Sb.). V ustanovení § 76 daňového řádu stanoví, že při správě daní se jedná a písemnosti se vyhotovují v českém jazyce. Slovenština tak k 1. lednu 2011 ztratila v oblasti správy daní své privilegované postavení.

## Dějiny slovenské literatury
Nejstarší slovanská literatura vzniklá na území dnešního Slovenska se datuje do období Velkomoravské říše, tedy konce 9. století.
Slovenská literatura, včetně děl psaných latinsky, staroslověnsky a česky, se člení (podle období vzniku) takto:

### Starší slovenská literatura (800–1780)
- Středověká literatura (800–1500)
- Humanistická a renesanční literatura (1500–1650)
- Barokní literatura (1650–1780)

### Novější slovenská literatura (1780–1945)
- Klasicismus a preromantizmus (1780–1840)
- Romantismus (1840–1850)
- Od romantismu k začátku realismu (1850–1875)
- Realismus (1875–1905)
- Slovenská literární moderna (1905–1918)
- Meziválečná literatura (1918–1939)

## Písmo a abeceda
Slovenština se píše upravenou latinkou s následujícími přidanými znaky:
á ä č ď dz dž é ch í ĺ ľ ň ó ô ŕ š ť ú ý ž

### Výslovnost

Slovenské samohlásky

Podobná jako v češtině, až na následující písmena:
ä – v neutrálním stylu spisovné slovenštiny se vyslovuje jako e (päť, pamäť)
ľ – měkké l (ľahký)
ĺ – dlouhé slabikotvorné l (dĺžka)
v — na konci slov jako u (domov / domou)

Slovenské dvouhlásky (diftongy)

ŕ – dlouhé slabikotvorné r (vŕba)
ô – uo (môcť)

#### Dvouhlásky
Ve slovenštině existují ještě dvouhlásky, které tvoří dlouhé slabiky a vyslovují se následovně:
ia – ja (priadza / příze)
ie – je (miera / míra)
iu – ju (vyššiu / vyšší)
Platí tady také pravidlo tzv. rytmického krácení, podle kterého se v případě, kdy by měly systémově následovat dvě dlouhé slabiky (s dlouhou samohláskou nebo s dvouhláskou, druhá slabika zkrátí, tj. např. vo-lám, ve-šiam (věším), ale spá-vam (spávám), spie-vam (zpívám). Z tohoto pravidla existují výjimky, např. koncovky zvířecí přídavných jmen (líščí, líščia, býčí, páví,…) nebo podstatná jména středního rodu na -ie v 1. pádě jednotného čísla (vzor „vysvedčenie“ – lístie, lístiu, lístím, dianie,…).

## Nářečí

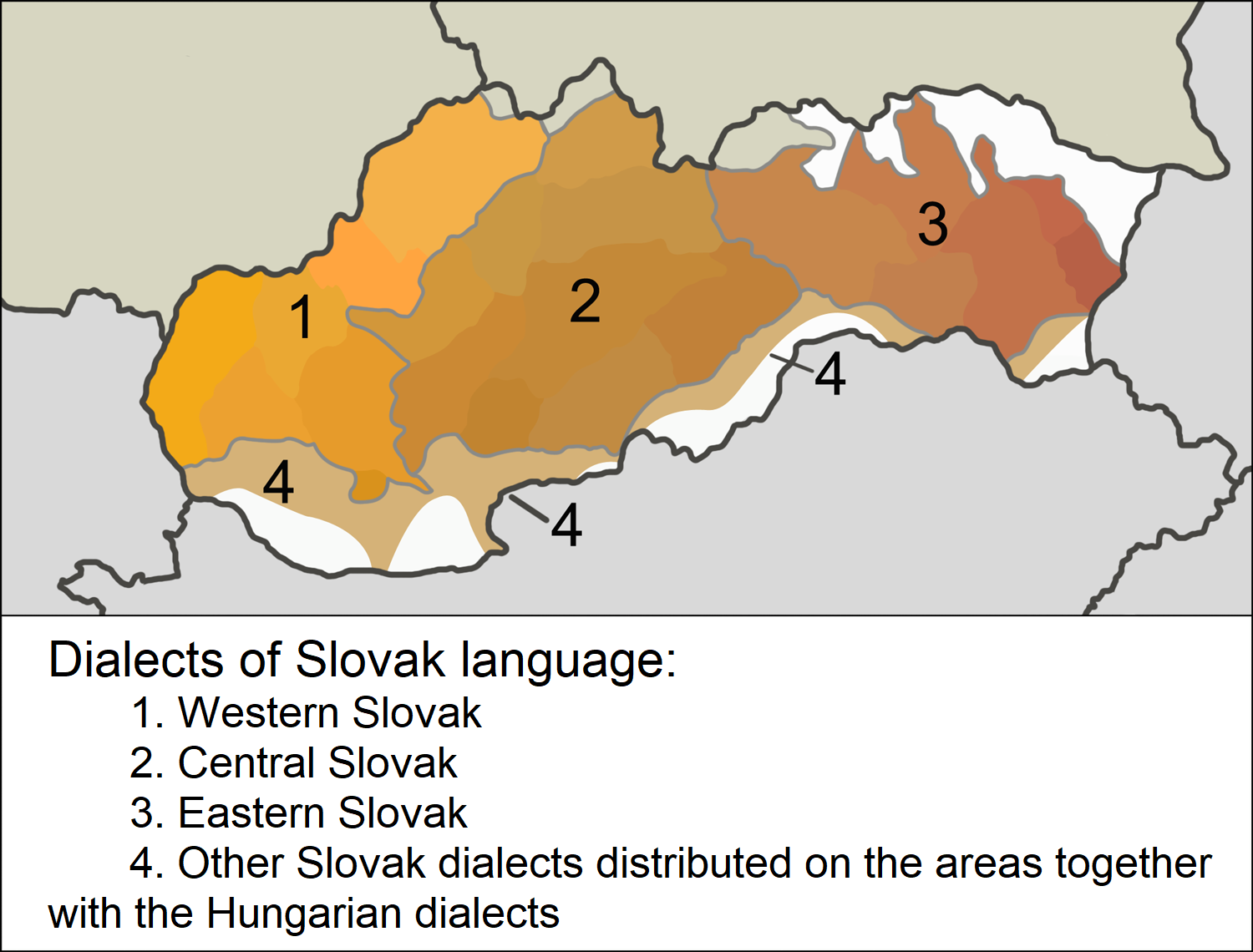
Dialektální členění slovenštiny:
1), západoslovenské,
2), středoslovenské,
3) východoslovenské,
4) maďarské a jiné

Slovenština je nářečně více diferenciovaná než čeština. Hrubě lze vydělit nářečí západoslovenská (nejbližší češtině, resp. východomoravským dialektům), středoslovenská (jež jsou nejblíže spisovné podobě jazyka, v jižní části mají několik znaků společných s jihoslovanskými jazyky[zdroj⁠?!]) a východoslovenská (mající některé rysy shodné s polštinou, např. nepřítomnost fonologické délky či přízvuk na penultimě). Převážně na severu slovenského jazykového území – na Spiši, Oravě a Horních Kysucích – se vyskytují tzv. goralská nářečí, což jsou dialekty blízké polštině.
Slovenské nářečí od českých nářečí se liší ve používání následujících hlásek: dz dž ä ŕ ĺ ľ a dvojhlásek ia ie iu ô, které se ve českých nářečích nepoužívá a - ř - ě ů, které se ve slovenských nářečích nevyskytuje

ukázka výslovnosti slova NE v slovenských nářečích od západu na východ (zleva doprava):
ne – nie/nyje – nie/ňje – ni/ňi – ně

### Rozdělení slovenských nářečí
- Západoslovenské: záhorské, bratislavské, trnavské, nitrianske, trenčianske, hornonitrianske, komárňanské
- středoslovenské: tekovské, hontianske, novohradské, gemerské, zvolenské, horehronské, liptovské, oravské, turčianske, kysucké, považskobystrické
- východoslovenské: spišské, šarišské, turnianské, zemplínske, abovské, popradské, zamagurské
- Dolnozemské Slovenské nářečí: mimo Slovenské republiky v Panonské nížině v srbské Vojvodině a na jihovýchodě Maďarska, západním Rumunsku a chorvatské části Sremu

## Příklady

### Číslovky
| Slovensky | Česky |
| jeden     | jeden |
| dva       | dva   |
| tri       | tři   |
| štyri     | čtyři |
| päť       | pět   |
| šesť      | šest  |
| sedem     | sedm  |
| osem      | osm   |
| deväť     | devět |
| desať     | deset |

## Ukázky slovenského textu a lexika

### Všeobecná deklarace lidských práv
| slovensky | Všetci ľudia sa rodia slobodní a rovní v dôstojnosti aj právach. Sú nadaní rozumom a svedomím a majú sa k sebe správať v duchu bratstva.   |
| česky     | Všichni lidé se rodí svobodní a sobě rovní co do důstojnosti a práv. Jsou nadáni rozumem a svědomím a mají spolu jednat v duchu bratrství. |

### Znamení horoskopu
| váhy – váhy         | beran (skopec) – baran |
| býk – býk           | štír – škorpión        |
| blíženci – blíženci | střelec – strelec      |
| rak – rak           | kozoroh – kozorožec    |
| lev – lev           | vodnář – vodnár        |
| panna – panna       | ryby – ryby            |

## Jednotné a množné číslo
Slovenština má stejně jako čeština jednotné a množné číslo, také má pomnožná a hromadná podstatná jména.
Pomnožná podstatná jména jsou taková, která mají tvar množného čísla, ale označují jednu věc (nástenné hodiny, nohavice, nožnice…)
Hromadná podstatná jména jsou taková, která nemají tvar množného čísla, ale označují větší počet (ľudstvo, lístie…)

## Příslovce
Pojmenovává okolnosti dějů, vlastností a předmětů. Část příslovečných určení (zejména příslovce odvozená od jakostních přídavných jmen) je možné stupňovat.
Rozeznávají se tyto druhy příslovcí:
- miesta (místa): hore, dolu, vrchom, blízko, tu, tam, dnu, zdola;
 ptáme se na ně: kde?, kade?, odkiaľ?, pokiaľ?
- času (času): teraz, hneď, zajtra, včera, dávno;
 ptáme se na ně: kedy?, odkedy?, dokiaľ?
- spôsobu (způsobu): dobre, zle, pekne, veselo;
ptáme se na ně: ako?
- príčiny (příčiny): náročky, naschvál, náhodou;
ptáme se na ně: prečo?, načo?

## Příjmení
Příjmení se stejně jako v češtině většinou až na výjimky přechylují.

## Rozdíly mezi slovenštinou a češtinou
- Slovenské hlásky, které se v české abecedě nevyskytují, jsou ä, dz, dž, ľ, ŕ, ĺ. Česká písmena ř, ě, ů nejsou ve slovenštině. Slovenština používá oproti češtině dvojhlásky ia, iu, ie a ô.
- Slovenština více palatalizuje, takže zní měkčeji.
- Spodoba znělosti je silnější ve slovenštině.
- Slovenština
  - má pravidelnější gramatiku než spisovná čeština, protože ta byla zatížena ideálem jazyka 15.–16. století a zjednodušení v obecné češtině do ní jen těžko pronikala.
  - má jiné koncovky a vzory skloňování a časování.
  - má 6 pádů – 5. pád (oslovujeme, voláme) byl nahrazen 1. pádem (pozůstatky – pane (on), pani (ona), otče, mami, Bože).
- Některá základní slova si vůbec nejsou podobná a zase některá podobná slova mají úplně jiný význam. Některá odborná terminologie byla přejata z češtiny do slovenštiny, ale například názvy rostlin a zvířat jsou značně rozdílné.
  - příklady rozdílných slov v základní zásobě: hovoriť – mluvit; hej – jo; ak – jestli, -li; Dovidenia – Na shledanou; január – leden; mačka – kočka; bozkávať – líbat; teraz – nyní, teď; tovar – zboží
    - kel – kapusta
    - kapusta – zelí
    - kaleráb – kedlubna
    - poľovník – myslivec

  - rozdílné koncovky (-cia, -dlo, -ť, -om x -c(i)e, -tko, -t, -em), vyjádření (treba, možno x je třeba, je možné), předložky (na x k, pro) . . .
  - příklady rozdílných významů: topiť (topit pod vodou) x topit (kúriť); kúriť (topit) x kouřit (fajčiť cigaretu, dymiť z komína); horký (hořký) x horký (horúci) . . .
- Slovenština používá trpný rod tvořený pomocí trpného příčestí ještě méně než čeština a dává přednost tvaru se zvratným zájmenem sa.